# Lobobunaea saturnus
Lobobunaea saturnus är en fjärilsart som beskrevs av Fabricius 1793. Lobobunaea saturnus ingår i släktet Lobobunaea och familjen påfågelsspinnare. Inga underarter finns listade i Catalogue of Life.